# William Gaddis
William Gaddis (ur. 29 grudnia 1922 w Nowym Jorku, zm. 16 grudnia 1998 w East Hampton) – amerykański pisarz, postmodernista. 

## Życiorys
William Thomas Gaddis urodził się na Manhattanie. Wychowywał się w miejscowości Massapequa w stanie Nowy Jork. Ukończył Farmingdale High School na Long Island. Studiował literaturę angielską na Uniwersytecie Harvarda. Pisał w tym czasie wiersze, opowiadania, eseje i recenzje dla „Harvard Lampoon”. Z powodu incydentu z policją został nakłoniony do opuszczenia uczelni. Podczas pobytu w Nowym Jorku spędzał czas w Greenwich Village z Allenem Ginsbergiem, Jackiem Kerouakiem i innymi pisarzami z kręgu Beat Generation. Po opuszczeniu nowego Jorku w drugiej połowie lat 40. podróżował po Europie, Afryce Północnej, Meksyku i Ameryce Środkowej. Wziął nawet udział w wojnie domowej w Kostaryce po stronie powstańców. Wrócił do USA w 1951, a by utrzymać rodzinę zarabiał na życie pisząc przemówienia dla kadry kierowniczej i scenariusze do filmów rządowych.
Był dwukrotnie żonaty. Miał dwoje dzieci z pierwszego małżeństwa.
Zmarł na raka prostaty.

## Twórczość
Zadebiutował powieścią The Recognitions (1955), ambitną i wysoko ocenioną, która jednak nie odniosła sukcesu komercyjnego. Tygodnik „Time” zalicza dziś książkę do 100 najwybitniejszych amerykańskich powieści wydanych od 1923. 20 lat później wydał drugą powieść, J R, satyrę na amerykański wielki biznes, która spotkała się z uznaniem krytyków i zdobyła w 1976 National Book Award. Odtąd pisarz mógł poświęcić się wyłącznie twórczości prozatorskiej. Napisał jeszcze trzy większe utwory, z których A Frolic of His Own zdobyła ponownie National Book Award w 1994.
W Polsce przetłumaczono Carpenter's Gothic (Ciesielski gotyk, wyd. 1991).
Pisarze pozostający pod jego wpływem to: Don DeLillo, Thomas Pynchon, Jonathan Safran Foer, David Foster Wallace, Jonathan Franzen, czyli czołówka współczesnych autorów amerykańskich z głównego nurtu.

## Powieści
- The Recognitions (1955[1])
- J R (1975[1])
- Carpenter's Gothic (1985) – wyd. pol. Ciesielski gotyk, Czytelnik 1991
- A Frolic of His Own (1994)
- Agapē Agape (2002, dłuższa nowela)